# Christopher Trampe
Christopher Sophus Fridericia greve Trampe (9. juni 1879 på Frederiksberg – 17. juni 1957 i København) var en dansk officer, hofmarskal og kammerherre.

## Biografi
Han var søn af cand.polit. Jørgen Christian greve Trampe (1838-1926) og hustru Hanna Emma Christiane Fridericia (1857-1879), blev 1899 sekondløjtnant i Den Kongelige Livgarde, 1903 forsat til 18. bataljon, samme år premierløjtnant, var 1908 tjenstgørende i Frankrig, blev 1910 forsat til Livgarden, var 1914-18 adjudant hos generalinspektøren for fodfolket, blev 1916 kaptajn, 1918 forsat til Livgarden, 1920 til tjeneste i Krigsministeriet og adjudant hos forsvarsministeren, blev 1924 kompagnichef i Livgarden og 1927 adjudant hos kong Christian X. Trampe fik 1931 afsked fra denne post, blev 30. juni kammerherre og ceremonimester ved kong Christian X's hof, 1. april 1939 hofmarskal og chef for Hofmarskallatet og efter kongens død 1947 hofchef hos dronning Alexandrine. 1948 blev Trampe direktør for De Danske Kongers Kronologiske Samling på Rosenborg Slot og samme år formand i bestyrelsen for Det Nationalhistoriske Museum på Frederiksborg Slot.

## Hædersbevisninger
Trampe blev Ridder af Dannebrogordenen 11. maj 1921, 12. marts 1931 Dannebrogsmand, 26. september 1935 Kommandør af 2. grad, 26. september 1940 Kommandør af 1. grad og fik 14. maj 1947 Storkorset (symbolum: Mit Haab til Gud alene). Han bar desuden Kong Christian X's Erindringsmedalje, Hæderstegnet for god tjeneste ved Hæren og femten udenlandske ordener.

## Ægteskab og børn
Han blev gift 10. oktober 1907 med Adelgunde von Scholten (21. oktober 1881 på Nedergård ved Kolding - 3. marts 1969), datter af godsejer Peter von Scholten (1856-1900) og hustru født Thisted (1858-1882).
Han er begravet på Holmens Kirkegård.